# Craspedolcus sublobatus
Craspedolcus sublobatus är en stekelart som först beskrevs av Gyöö Viktor Szépligeti 1901.  Craspedolcus sublobatus ingår i släktet Craspedolcus och familjen bracksteklar. Inga underarter finns listade i Catalogue of Life.